# Santiago Pacheco Cruz
Santiago Pacheco Cruz fue un educador, investigador, historiador y mayista mexicano. Nació el 1 de enero de 1885 en Tinum, población del municipio de Tenabo, del estado de Campeche. Distinguido entre los escritores yucatecos, murió a los 85 años, el 11 de agosto de 1970, en la ciudad de Mérida, Yucatán, en plena actividad creadora.

## Su vida
Muy pequeño era cuando su familia se trasladó a Yucatán, donde realizó sus estudios. Fue un maestro ejemplar, que por su dedicación ocupó numerosos cargos relacionados con la enseñanza como el de inspector escolar, Jefe de Educación Federal en el Estado de Yucatán y luego en el entonces territorio federal de Quintana Roo, región que llegó a conocer palmo a palmo por sus andanzas visitando a los maestros en los lugares más apartados, al mismo tiempo que aprovechaba para efectuar investigaciones sobre las costumbres y la lengua maya, que en esos tiempos y regiones se podía escuchar de labios de los indígenas casi como la hablaban sus ancestros.

## Obra
Pacheco Cruz es considerado como un importante mayista debido a sus valiosas obras para el estudio de la idioma maya. 
Su obra literaria comprende obras literarias entre las que destacan las siguientes: Compendio del idioma maya (1912) la cual tuvo cinco ediciones, Cuestiones de Enseñanza y Educación Social (1914), su traducción al idioma maya del Decreto de Liberación de los Peones del Campo y del Artículo 123 Constitucional (1914), Cartas desfanatizadoras (1915) también escrito en maya, la traducción al maya de la Cartilla Cívica para Trabajadores del Prof. Luis Álvarez Barret, Léxico de la Fauna Yucateca (1919), Reseña Histórica de la Sociedad de Progreso y Recreo de [Espita] (1925, en colaboración con el Prof. Edmundo Patrón Erosa). Escribió también numerosas obras regionales de teatro como Yolanda o quiere Ud. su chocolatito, El Cepo, Sotelito de mis Ojos, Mary, El amor es dulce, La voz del amo, Basta de majaderías, In Uíchame yohel xoc (In wíichame' yojel xook; mi marido ya sabe leer), In kat cambal (In k'áat kaanbal; yo quiero aprender), Ppecté ukuló (P'ekte' uk'ulo'; aborrece esa bebida), entre otras.
Sobre la región, sus escritos más importantes son el Estudio Etnográfico de los Mayas de Quintana Roo, Geografía del Territorio de Quintana Roo, Janet o la Tragedia de Chetumal, Antropología Cultural Maya y su última obra, Verdadero Diccionario de la Lengua Maya.

## Membresías
- Miembro de la Sociedad Mexicana de Geografía y Estadística
- Miembro de la Sociedad de Geografía e Historia de Guatemala.